# Gryllopsis
Gryllopsis är ett släkte av insekter. Gryllopsis ingår i familjen syrsor.

## Dottertaxa tillGryllopsis, i alfabetisk ordning[1]
- Gryllopsis aptera
- Gryllopsis arenicola
- Gryllopsis brevicaudatus
- Gryllopsis cantans
- Gryllopsis capitata
- Gryllopsis caspicus
- Gryllopsis cingulata
- Gryllopsis crassipes
- Gryllopsis deminutus
- Gryllopsis falconetti
- Gryllopsis femorata
- Gryllopsis flavifrons
- Gryllopsis furcata
- Gryllopsis fuscicornis
- Gryllopsis hebraeus
- Gryllopsis hofmanni
- Gryllopsis insularis
- Gryllopsis koshunensis
- Gryllopsis lamottei
- Gryllopsis longicauda
- Gryllopsis maorica
- Gryllopsis mareotica
- Gryllopsis marmorata
- Gryllopsis nepalicus
- Gryllopsis nigrifrons
- Gryllopsis ornaticeps
- Gryllopsis ovtshinnikovi
- Gryllopsis pallida
- Gryllopsis pretzmanni
- Gryllopsis pubescens
- Gryllopsis rajasthanensis
- Gryllopsis robusta
- Gryllopsis saltator
- Gryllopsis tenuitarsus
- Gryllopsis tripartita